# Gaslit
Gaslit est une mini-série américaine en huit épisodes d'environ 58 minutes créée par Robbie Pickering et diffusée du 24 avril au 12 juin 2022 sur Starz. Elle s'inspire de la série de podcasts Slow Burn (en) présentée par Leon Neyfakh (en) et revenant sur le scandale du Watergate.

## Synopsis
Martha Mitchell est une personnalité connue de l'Arkansas. Elle est mariée à John N. Mitchell, procureur général durant la présidence de Richard Nixon. Elle-même affiliée au parti républicain, elle va pourtant révéler au grand public l'implication du président dans le scandale du Watergate au début des années 1970. Cela va avoir des conséquences terribles notamment pour son époux, pris entre son amitié pour Richard Nixon et l'amour qu'il porte à sa femme.

## Distribution

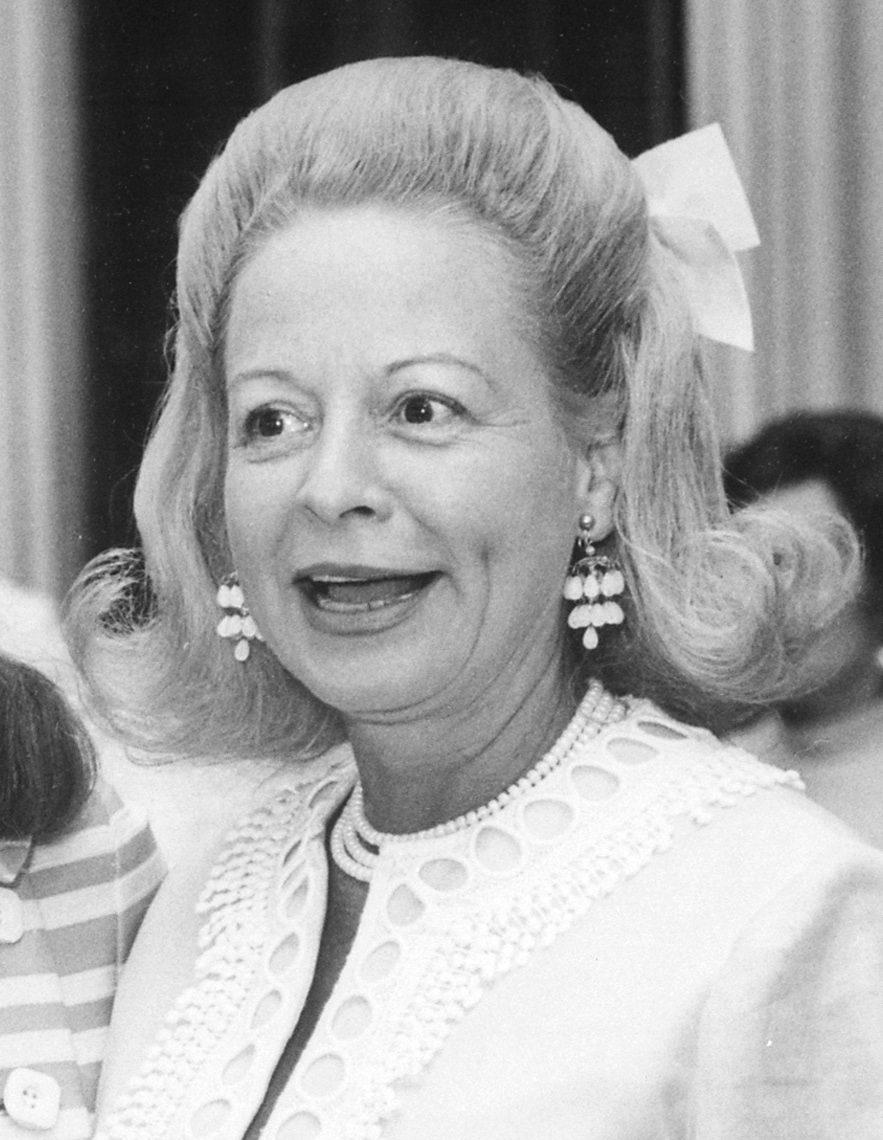
Martha Mitchell, ici en 1969, est interprétée par Julia Roberts

### Acteurs principaux
- Julia Roberts (VF : Céline Monsarrat) : Martha Mitchell
- Sean Penn (VF : Emmanuel Karsen) : John N. Mitchell
- Dan Stevens (VF : Damien Ferrette) : John Dean
- Betty Gilpin (VF : Aurore Bonjour) : Maureen « Mo » Caine puis Dean
- Shea Whigham (VF : Stéphane Bazin) : G. Gordon Liddy
- Darby Camp : Marty Mitchell

### Acteurs récurrents
- Allison Tolman (VF : Ethel Houbiers) : Winnie McLendon
- J. C. Mackenzie (en) (VF : Igor Chometowski) : Howard Hunt
- Chris Bauer (VF : Gérard Darier) : James McCord
- Chris Messina (VF : Alexis Victor) : l'agent Angelo Lano (en)
- Hamish Linklater (VF : Guillaume Lebon) : Jeb Magruder (en)
- Jeff Doucette : Sam Ervin
- Patton Oswalt (VF : Jérôme Wiggins) : Charles Colson
- Nat Faxon (VF : Bertrand Liebert) : H. R. Haldeman
- Erinn Hayes : Peggy Ebbitt
- Carlos Valdes (VF : Antoine Schoumsky) : Paul Magallanes
- Raphael Sbarge : Charles N. Shaffer
- Anne Dudek (VF : Laura Blanc) : Diana Oweiss
- Chris Conner : John Ehrlichman
- Brian Geraghty : Peter
- Nelson Franklin (en) : Richard A. Moore
- Reed Diamond (VF : Éric Legrand) : Mark Felt
- Johnny Berchtold : Jay Jennings
- Adam Ray (en) : Ron Ziegler
- Patrick Walker (VF : Diouc Koma) : Frank Wills
- Aleksandar Filimonović (en) : Zolton

 Source et légende : version française (VF) sur RS Doublage

## Production
La série, développée par Universal Content Productions (en), est annoncée en février 2020, avec notamment Julia Roberts, Sean Penn, Armie Hammer et Joel Edgerton dans les rôles principaux. Ce dernier est également annoncé à la réalisation avec son frère Nash Edgerton. Arnie Hammer quitte finalement la série en janvier 2021. Il est ensuite précisé que la série sera diffusée sur Starz, alors que les frères Edgerton abandonnent eux aussi le projet. Matt Ross est alors annoncé comme réalisateur. Dan Stevens est annoncé pour remplacer Arnie Hammer en avril 2021, alors que Betty Gilpin, Darby Camp et Shea Whigham sont également annoncés.
C'est la première fois que Sean Penn et Julia Roberts jouent ensemble. Les deux acteurs oscarisés qui se connaissent depuis longtemps cherchaient le bon projet pour collaborer. Julia Roberts est productrice de la mini-série. Elle a également convaincu Shea Whigham avec qui elle a collaboré dans la série Homecoming de venir rejoindre le projet.
Le tournage débute en mai 2021 à Los Angeles. En juillet 2021, Allison Tolman, J. C. Mackenzie, Chris Bauer, Chris Messina et Hamish Linklater sont peu après annoncés dans des rôles récurrents.

## Épisodes
1. Will
2. California
3. King George
4. Malum In Se
5. Honeymoon
6. Tuffy
7. Year of the Rat
8. Final Days

## Distinctions

### Nominations
- Golden Globes 2023 : Meilleure actrice dans une mini-série ou un téléfilm pour Julia Roberts